# Dean Pullar
Dean Pullar, né le 11 mai 1973 à Melbourne, est un plongeur australien.

## Palmarès

### Jeux olympiques
- Sydney 2000
  -  Médaille de bronze en tremplin 3 mètres synchronisé[1].

### Championnats du monde
- Championnats du monde de natation 1998
  -  Médaille de bronze en tremplin 3 mètres.